# Wie Phönix aus der Asche

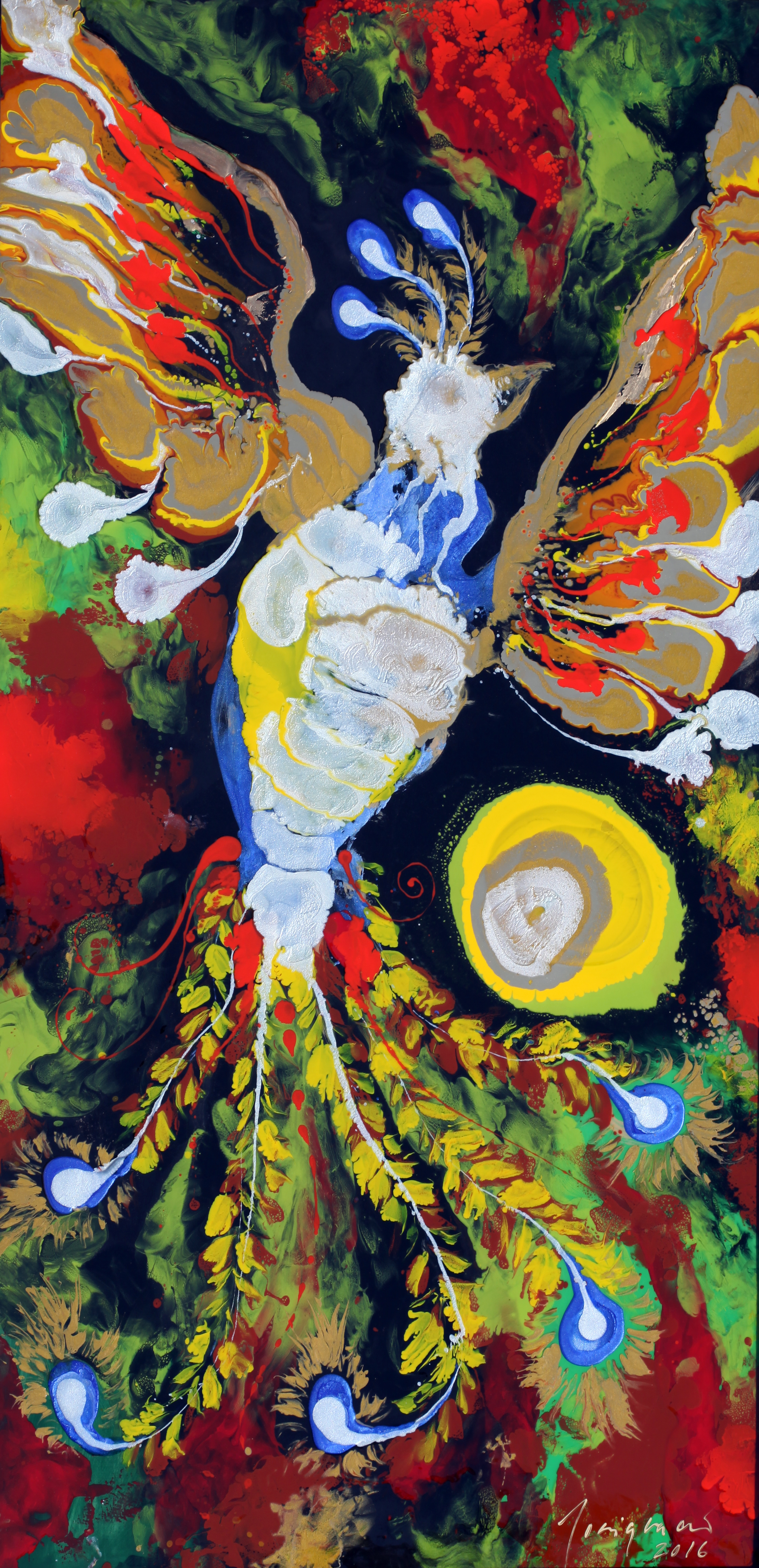
Fénix (Phoenix) von Josignacio (2016)

Die Redewendung wie Phönix aus der Asche oder wie ein Phönix aus der Asche nutzt man meist, um einen Neuanfang nach einer großen Niederlage zu beschreiben. Sie fußt auf der mythologischen Geschichte des Phönix und findet in der Mythologie vieler Völker Entsprechungen. Allen Beschreibungen gemeinsam sind die Kräfte mythologischer Vögel. Ihrer Bedeutung steht für Auferstehung, Barmherzigkeit, Unsterblichkeit, Tugend, Freiheit, Selbsterkenntnis, Wahrheit, Kraft, Wissen über den Tod und ewiges Leben.

## Heutiges Verständnis
Ihre heutige Bedeutung wird oft gleichgesetzt mit sich aus einer Niederlage, einem völligen Zusammenbruch, einer scheinbaren Vernichtung neu belebt erheben. Sie wird auch gedeutet als etwas, was man zurückbekommt, nachdem man es bereits für verloren gehalten hat. Auch als Reinigung von Altlasten, die ein Wiedererstarken ermöglicht, wird die Redewendung verstanden.
Bekannte, moderne Beispiele für die Verwendung der Redewendung finden sich vielfältig in der Wirtschaft. Oft werden Unternehmen mit dieser Redewendung bezeichnet, die nach einer Krise einen erneuten wirtschaftlichen Erfolg aufweisen konnten. Wie es nach dem Umbruch bedingt durch die deutsche Wiedervereinigung die Firmen Rotkäppchen oder Glashütter Uhrenbetrieb betraf. Auch der Automobilhersteller Porsche, der in den 1990er Jahren in einer tiefen Krise steckte, wurde nach erneutem wirtschaftlichen Erfolg mit der Redewendung umschrieben. Als Anerkennung für die Überwindung von Zerstörung wird der Ausdruck häufig für den Wiederaufbau zerstörter Städte nach dem Zweiten Weltkrieg verwendet. So wird die polnische Hauptstadt Warschau, die im Krieg zu 70 bis 80 % zerstört worden war, in zahlreichen Publikationen mit Phönix, der aus der Asche auferstanden ist, verglichen. Auch soll die Redewendung zu einem Sinneswandel anregen, nicht die Niederlage sei wesentlich, sondern der Neubeginn. Hier steht die Redewendung für Aus einer Niederlage einen Sieg machen.

## Frühe Deutungen

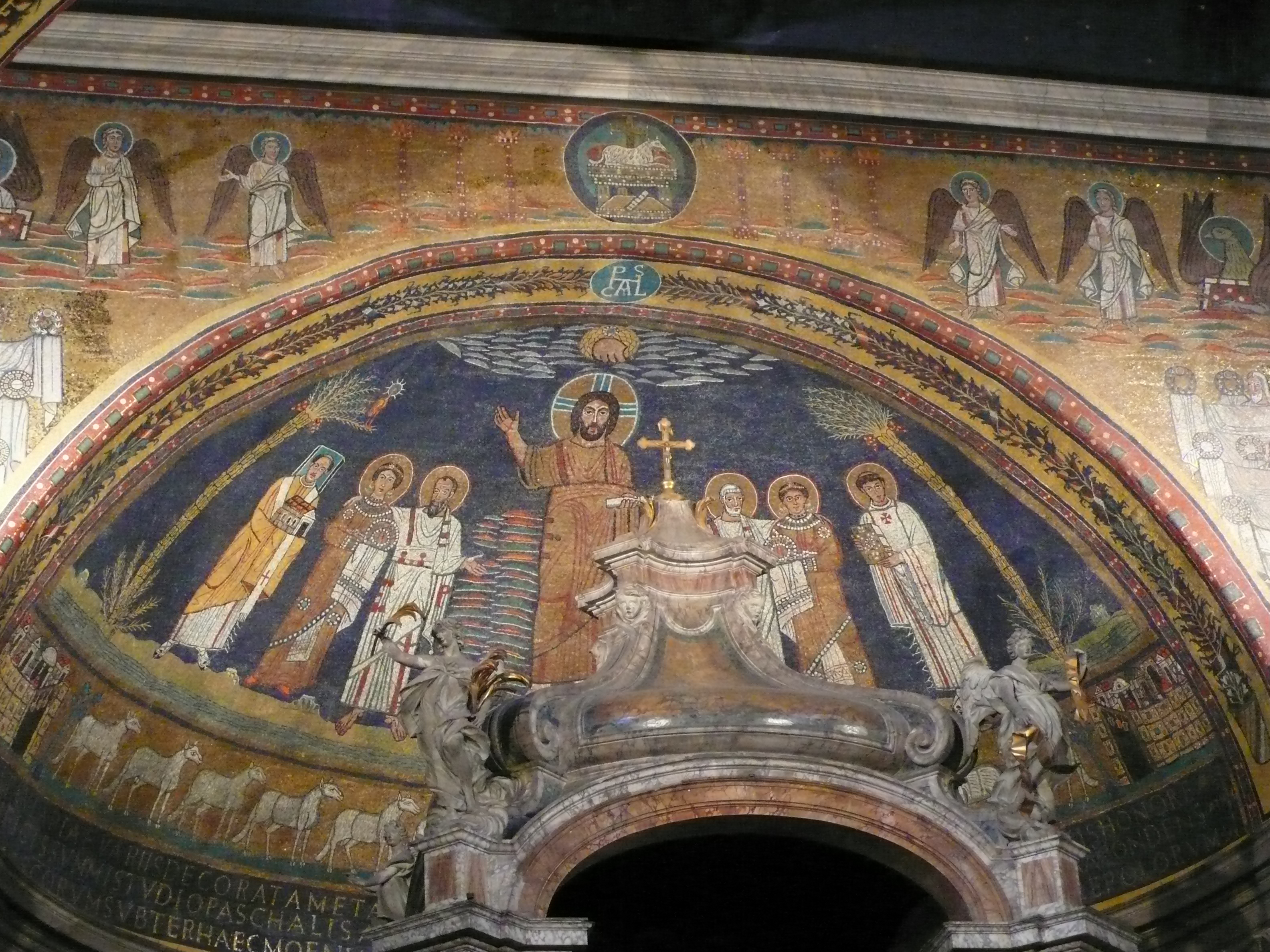
Mosaik in der Apsis von Santa Prassede in Rom, mit dem Phönix auf der linken Palme

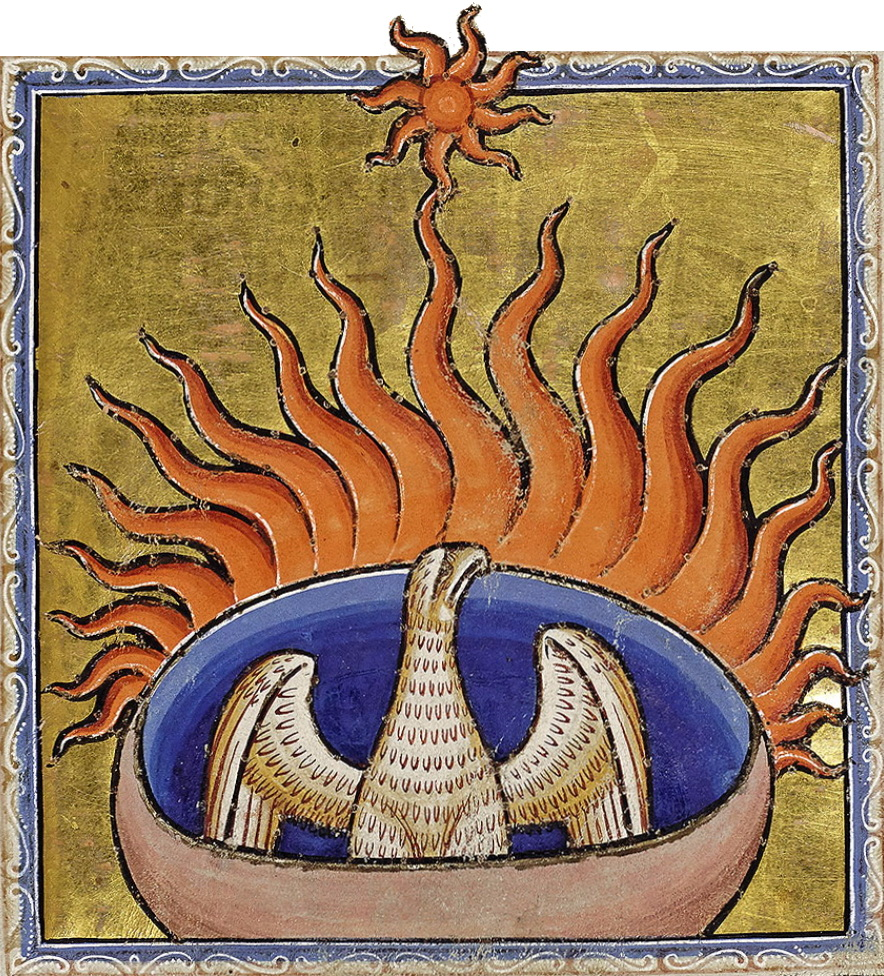
Phönix im Bestiarium von Aberdeen

Ihren Ursprung hat die Redensart zwar in der ägyptischen Götter- und Tierwelt, doch geht die Legende von der Selbstverbrennung nicht auf den Sonnenvogel zurück. Diese mythologische Geschichte wurde erst später hinzugefügt. Die Fähigkeit des mythologischen Vogels Phönix, aus der Asche neu zu entstehen, symbolisierte zunächst die Ewigkeit Roms und wurde selbst auf kaiserlichen Münzen dargestellt, aber sie steht in der altchristlichen Kunst auch als Symbol für die Auferstehung, die zu den Vorstellungen verschiedener Religionen, besonders der drei monotheistischen Weltreligionen Judentum, Christentum und Islam, gehört.
Der Name Phönix geht auf das griechische phoinos zurück, was rot, oder auch purpurrot nach seinem Gefieder bedeutet. Weitere Deutungen zur Herkunft des Namens beziehen sich auf die Phönizier, die die Sage nach Griechenland gebracht haben sollen.
Der Phönix gilt als Wundervogel mit langer Lebensdauer. Plinius der Ältere beschreibt den Phönix als Vogel, so groß wie ein Adler, goldglänzend um den Hals, ansonsten mit einem purpurnen Gefieder, einem blauen mit rosafarbenen Federn versehenen Schwanz, Kamm am Hals und Federbusch auf dem Kopf. Er würde 540 Jahre leben und sich im Alter ein Nest aus Weihrauch bauen und dieses mit Rauchwerk füllen und dort sterben. Aus den Resten entstünde ein Wurm, aus dem ein verjüngter Phönix wächst. Als Heimat des Vogel Phönix galten Arabien, Äthiopien oder Indien. Die Überreste seines Nestes würde er nach Heliopolis bringen. Der Mythos von Tod und Wiedergeburt machte den Phönix zu einem christlichen Symbol, welches Einzug in die religiösen Dichtungen des Mittelalters fand.
Der Zyklus der Erneuerung wird in unterschiedlichen Quellen auf eine Zeitspanne von 500, aber auch 1000 Jahre angegeben. Mit Tertullians Schrift Über die Auferstehung des Fleisches fand die Legende um die Auferstehung bereits im 2. bis 3. Jahrhundert Eingang in frühchristliche Schriften, im Kapitel 13 widmet er sich mit dem Bild des Phönix der Auferstehung.
Frühe christliche Darstellungen des Phönix finden sich unter anderem im bekannten Mosaik aus dem 9. Jahrhundert der Kirche Santa Prassede in Rom. Der Phönix sitzt auf der linken Palme. Die Sage vom Wundervogel Phönix gelangte über den französischen Sprachraum mit dem phénix in den deutschen, wo er ab dem 12. Jahrhundert mit dem mittelhochdeutschen Wort fenix bezeichnet wird. Im Millstätter Physiologicus, einer um 1200 entstandenen Handschrift, ist der Phönix ein Symbol der Auferstehung Jesu Christi. Auch im Bestiarium von Aberdeen wird der Phönix gezeigt, wie er der Asche entsteigt.

## Die Asche
Ein Aspekt der Wiedergeburt wird auch in der Bedeutung von Asche gesehen. Aschen sind feste Rückstände, die bei der Verbrennung organischen Materials zurückbleiben, also bei der Verbrennung von Lebewesen wie Pflanzen, Tieren und Menschen. Sie entstehen aus dem anorganischen Teil der verbrannten Substanz und bestehen somit aus Mineralstoffen. In der Landwirtschaft dient Asche als Dünger. Einige Pflanzen benötigen Feuer und Asche zur Vermehrung. Damit sich die Zapfen des Riesenmammutbaumes öffnen, muss zunächst ein Waldbrand gewütet haben, denn die Samen benötigen die nährstoffreiche Ascheschicht, um zu keimen.
Asche wird in vielen Religionen als Bestandteil des Kreislaufes des Lebens angesehen.
In der christlichen Religion wird am Aschermittwoch gläubigen Christen mit Asche ein Kreuz auf die Stirn gezeichnet. Die Asche dient als ein Symbol für die Vergänglichkeit und als Zeichen für Buße und Reue. Asche findet auch Verwendung als Reinigungsmittel und ist deshalb ein Symbol für die Reinigung der Seele.
Im Hinduismus werden der Asche heilende und reinigende Kräfte zugeschrieben und sie gilt als heilig.

## Mythologische Ursprünge
In der Mythologie vieler Völker gibt es Geschichten, die sich um einen Vogel ranken, der für Fortpflanzung, Wiedergeburt, Kraft, Unsterblichkeit, Wahrheit und Freiheit steht.
In der ägyptischen Mythologie wird er durch Bnw, den altägyptischen Totengott in der Gestalt eines menschengroßen Reihers mit zwei langen Hinterkopffedern und golden-rotem oder vierfarbigem Gefieder vertreten. Dieser kehrte in bestimmten Zeitabständen nach Heliopolis zurück, baute sich ein Nest aus Myrrhe und verbrannte bei Sonnenaufgang in der Glut der Morgenröte. Aus seiner Asche stieg er sodann verjüngt auf und flog empor in den Himmel. Dies sollte alle 500 oder 1461 Jahre geschehen.
Eine ähnliche Entsprechung hat er in der asiatischen Mythologie als Fenghuang, bei dem Feng für das männliche und Huan für das weibliche steht. Auch Fenghuang wird mit dem Feuer in Verbindung gebracht, jedoch handelt es sich um ein anderes Fabeltier, dessen Fortpflanzung derjenigen gewöhnlicher Vögel ähnelt. Fenghuang steht für Barmherzigkeit und steht als Schutzsymbol im Süden des chinesischen Kaiserpalastes. Die Farben seines Gefieders stehen mit dem Grün des Kopfes für Güte, dem Weiß des Halses für Gerechtigkeit, dem Rot des Rückens für Anstand, dem Schwarz der Brust für Weisheit und dem Gelb der Füße für Treue und Glaubwürdigkeit. Er steht für die Einheit von Yin und Yang.
In der persischen und iranischen Mythologie gilt Simorgh (auch Simurgh genannt) als König der Vögel und Schutzvogel. Erwähnung findet er auch im Avesta. Sein Nest soll sich hinter dem Kūh-e Qāf (persisch كوه قاف), dem Zielort von Wahrheit und Selbsterkenntnis, befinden. Simorgh werden übernatürliche Kräfte zugeschrieben. So verteilt Simorgh mit seinen mächtigen Flügeln die Samen des Simorgh-Baums über die Erde. In ihm hat Simorgh sein Nest. In seiner Nähe wächst die Gaokerena-Pflanze, die für die Auferstehung und die Überwindung des Todes steht.
Nahezu alle indigenen Völker kennen einen Donnervogel. Er hat dort unterschiedliche Erscheinungsformen und kann die Form eines Raben, eines Adlers oder eines Truthahns haben. In der Sprache der Lakota heißt dieses Fabelwesen „Wakinyan“, was so viel wie „heilige Schwingen“ bedeutet. Die Aufgabe des Donnervogels ist es, die Erde zu reinigen; dazu nutzt er die Kräfte des Windes, Wassers und Blitzes. Er schenkt allen Pflanzen und allen Atmenden Nahrung.